# Briaraxis depressa
Briaraxis depressa är en skalbaggsart som beskrevs av Brendel 1894. Briaraxis depressa ingår i släktet Briaraxis och familjen kortvingar. Inga underarter finns listade i Catalogue of Life.